# Cezary Szyszko
Cezary Julian Szyszko (ur. 13 października 1872 w Wozniesieńsku w ziemi chersońskiej, zm. 11 lutego 1938 w Poznaniu) – polski prawnik.

## Życiorys
Syn pułkownika artylerii Cezarego Szyszko (1825–1898) i Kasyldy z Łukaszewiczów (1836–1903). Rodzina pochodziła z Wileńszczyzny. Studia prawnicze ukończył w 1897 na Uniwersytecie Kijowskim. Po okresie aplikacji w Samarze, związał się z sądem w Kiszyniowie, gdzie został kolejno sędzią, sędzią śledczym i wiceprokuratorem, a w 1909 obrał karierę adwokata. W latach 1906–1920 był jednocześnie prezesem Polskiego Towarzystwa Dobroczynności w Kiszyniowie. W latach 1923–1926 pozostawał radcą prawnym Dyrekcji Lasów Państwowych w Białowieży, gdzie należał do organizatorów komitetu budowy kościoła katolickiego. Następnie był związany z pracą w sądownictwie w Białymstoku, Nowogródku i w Wilnie. W latach 1930–1934 był prezesem Sądu Apelacyjnego w Toruniu, a następnie w Poznaniu. Działał w szeregu organizacji prawniczych i społecznych, w działalność społeczną była również zaangażowana żona, Anna Szyszko.

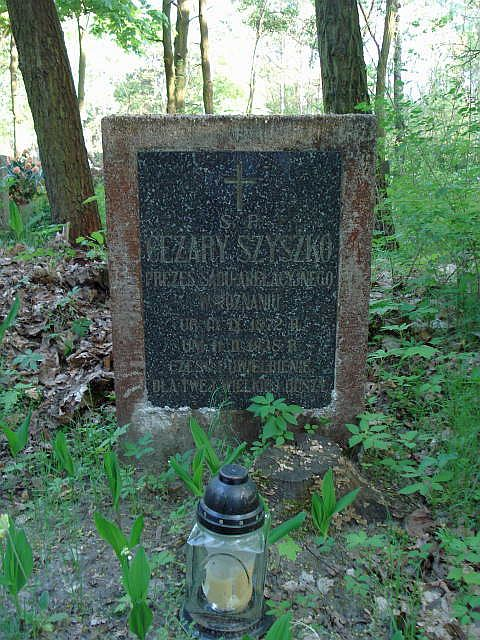
Nagrobek na cmentarzu Miłostowo w Poznaniu

Pogrzeb 14 lutego 1938 prowadził ks. senior Gustaw Manitius, proboszcz polskiej parafii ewangelickiej. Po II wojnie światowej grób przeniesiono do nowo powstałej kwatery ewangelickiej cmentarza Miłostowo w Poznaniu (pole 3, kwatera PD-5-62), gdzie jest otoczony opieką Sądu Apelacyjnego w Poznaniu.

## Ordery i odznaczenia
- Krzyż Komandorski Orderu Odrodzenia Polski (8 listopada 1930)[2]
- Złoty Krzyż Zasługi (9 listopada 1931)[3]